# Verfassungsreform (Bundesrepublik Deutschland)
Als Verfassungsreform wird eine grundlegende Veränderung des Grundgesetzes bezeichnet. Neben der Wehrverfassungsreform und der Notstandsverfassungsreform gab es noch drei größere Anläufe zu einer Verfassungsreform.

## Reform der Verfassung im wiedervereinigten Deutschland
Mit der Deutschen Wiedervereinigung  galt die Verfassung der Bundesrepublik Deutschland  auch in den neuen Ländern. Die Schwierigkeit, die sich aus den zwei zuvor sehr unterschiedliche Rechtsordnungen sowie den politischen, wirtschaftlichen und gesellschaftlichen Strukturen ergab, machten Übergangsregelungen erforderlich. Durch diese Reform sollte den Ländern mehr Eigenständigkeit zugebilligt werden, um Artikel 5 des Einigungsvertrages zu erfüllen. In der konkurrierenden Gesetzgebung wurde aus der Bedürfnisregelung eine Erfordernisregelung, wodurch es im ersten Schritt aussah, als ob der Bund alle Kompetenzen der konkurrierenden Gesetzgebung an die Länder abgeben würde. Doch dann wurde im Laufe der Verhandlungen in den Entwurf der Bestandsartikel (Art. 125a) einfügt, wodurch bestehende Gesetze beim Bund verbleiben, es sei denn, der Bundestag würde per Gesetz davon abweichen, was in der Folge nie vorgekommen ist. Der einzige Anlauf nach Artikel 125a war die Föderalisierung des Ladenschlussgesetzes, durch Bundesratsinitiative, die von der Bundesregierung abgelehnt wurde. Bundestag und Bundesrat setzten für die Prüfung der Verfassungsfragen eine gemeinsame Kommission ein. Die Arbeiten der Kommission wurden gegen Ende 1993 abgeschlossen und den Empfehlungen der Verfassungskommission wurden im Sommer 1994 in weiten Teilen mit verfassungsändernder Mehrheit zugestimmt. Die Reform der Verfassung im wiedervereinigten Deutschland trat im Herbst 1994 in Kraft.

## Reform der Verfassung zur Föderalismusreform
Dieses Reformpaket wurde am 10. März 2006 vom Plenum des Bundestages an die Ausschüsse verwiesen. Am 30. Juni 2006 wurde die Föderalismusreform vom Bundestag beschlossen. Eine Woche später, am 7. Juli 2006 stand die Abstimmung im Bundesrat an, die bereits in einer Probeabstimmung am 22. Juni 2006 positiv ausfiel.

## Reform der Finanzstruktur
Die Finanzstrukturreform war als kleine Reform geplant, bei der es unter anderem um eine Neudefinition des Länderfinanzausgleiches gehen sollte. Im Jahr 2001 legte Finanzminister Hans Eichel einen ersten Entwurf für eine Finanzstrukturreform vor. Die EU-Kommission forderte im Folgejahr ebenfalls Strukturreformen im Finanzwesen und drohte der Bundesregierung wegen zu hoher Defizite in den öffentlichen Haushalten eine schriftliche Abmahnung an. Im Jahr 2009 wurde eine „Schuldenregel“ in das Grundgesetz aufgenommenen, so dass die Finanzen der Bundesrepublik nach einem Bericht des Finanzministers im Jahr 2013 auf einem soliden Fundament steht.